# Martin Herem

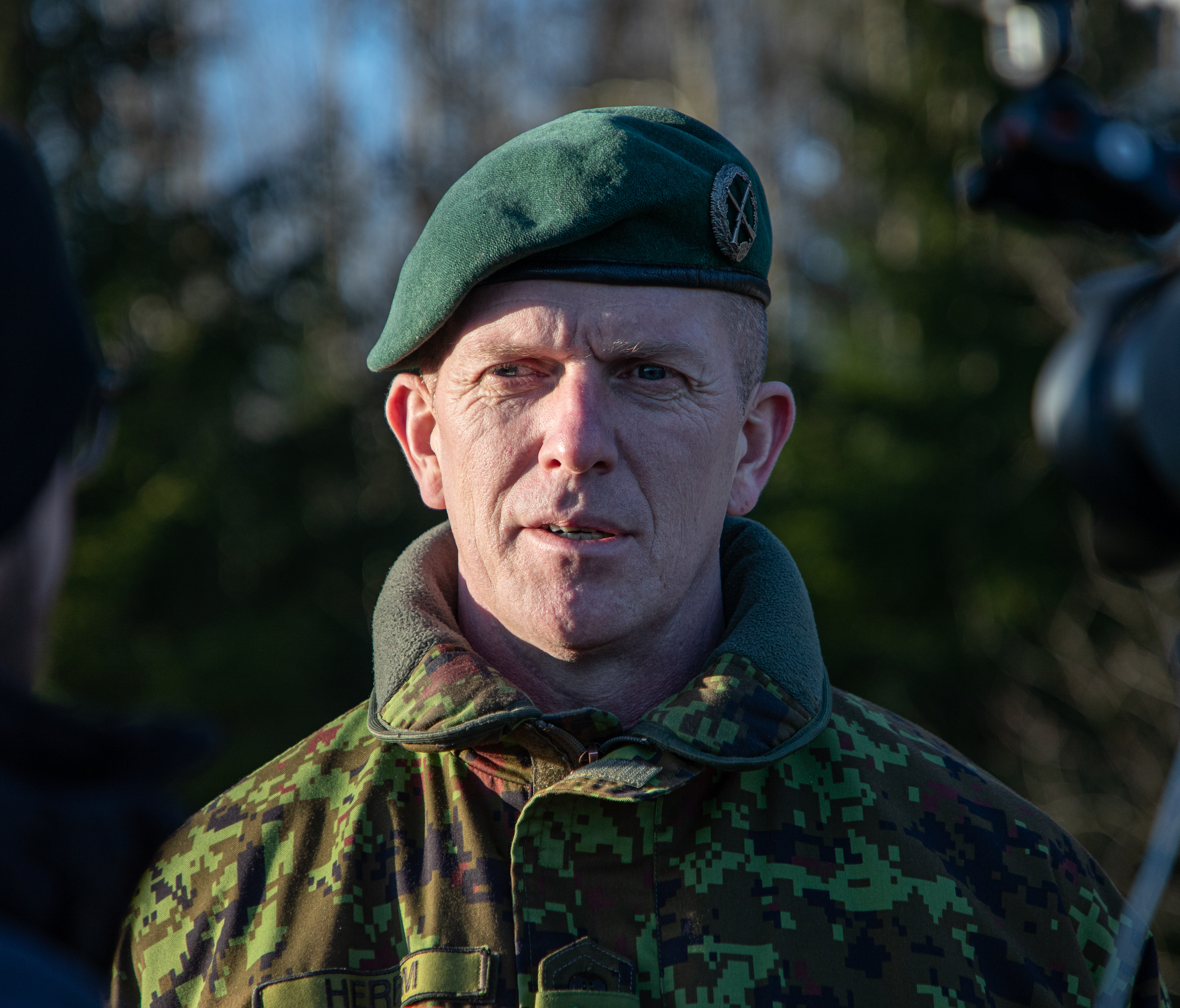
Martin Herem (2023)

Martin Herem (* 17. Dezember 1973 in Tallinn) ist ein ehemaliger Offizier des estnischen Heeres im Range eines Generals. Vom 5. Dezember 2018 bis 30. Juni 2024 war er Befehlshaber der Verteidigungsstreitkräfte der Republik Estland. Zuvor war er von 2016 bis 2018 der Stabschef der Streitkräfte.

## Leben
Martin Herem wurde 1973 in Tallinn, der Hauptstadt der damaligen Estnischen SSR, geboren.

### Militärische Laufbahn
Beförderungen
- Leutnant (1996)
- Oberleutnant (2000)
- Hauptmann (2003)
- Major (2006)
- Oberstleutnant (2009)
- Oberst (2013)
- Brigadegeneral (2017)
- Generalmajor (2018)
- Generalleutnant (2021)
- General (2023)

Nach Abschluss seiner Offiziersausbildung diente Martin Herem von 1996 bis 1998 zunächst beim Kuperjanov-Infanteriebataillon. Anschließend wechselte er zum Tartu-Infanteriebataillon. Nach einem Aufbaustudium an der Baltischen Verteidigungsakademie war er als Ausbilder und Leiter des Bereichs Taktik an der Nationalverteidigungsakademie (estnisch Kaitseväe Ühendatud Õppeasutused) tätig. Im Jahr 2007 wurde er Stabschef des nordöstlichen Verteidigungsbezirkes Estlands, nachdem er im Jahr zuvor im Irakkrieg (Operation Iraqi Freedom II) gedient hatte. Im Anschluss daran wurde er zum Kommandanten dieses Verteidigungsbezirkes ernannt. Im Jahr 2012 übernahm er den Posten des stellvertretenden Kommandanten der Nationalverteidigungsakademie. Ein Jahr später wurde er zum Kommandanten der Militärakademie ernannt.
Am 15. Juli 2016 wurde Martin Herem zum Chef des Stabes der estnischen Armee ernannt. Als dieser wurde er im Februar 2017 zum Brigadegeneral und im Februar 2018 zum Generalmajor befördert. Bereits im Januar 2018 wurde bekannt gegeben, dass er zum militärischen Oberbefehlshaber der estnischen Streitkräfte ernannt werden soll. Die Kommandoübergabe erfolgte am 4. Dezember desselben Jahres. Auf den beiden letzten Dienstposten war er jeweils der erste Offizier, der nach der Wiederherstellung der staatlichen Unabhängigkeit in Estland ausgebildet wurde. Am 18. Februar 2021 wurde Martin Herem zum Generalleutnant befördert. Im Juli 2022 schlug Verteidigungsminister Hanno Pevkur der Regierung vor, Herems regulär fünfjährige Amtszeit als Armeechef um zwei Jahre zu verlängern. Im Oktober 2022 wurde diesem Antrag stattgegeben, womit der General bis Ende 2025 im Dienst geblieben wäre. Am 23. Januar 2023 wurde Martin Herem zum Viersternegeneral befördert. Im Januar 2024 verkündete er überraschend sich vorfristig von seinem Amt zurückziehen zu wollen. Er schied schließlich zum 30. Juni 2024 aus und wurde von Andrus Merilo abgelöst. Die offizielle Übergabezeremonie fand bereits zwei Tage vorher statt.
Nach seiner Verabschiedung aus dem aktiven Dienst wurde bekannt, dass Herem zukünftig als Berater bei Milrem Robotics, einem estnischen Unternehmen im Bereich der Entwicklung unbemannter Landfahrzeuge, arbeiten wird.

### Privates
Martin Herem ist ein Enkelsohn des estnischen Archäologen Harri Moora und seiner Frau Aliise. Über seine Mutter (das jüngste Kind der beiden) hat er zahlreiche z. T. international bekannte Cousins und Cousinen. Dazu zählt unter anderem der Politiker Jürgen Ligi.
Der Ex-General selber ist verheiratet und Vater von einem Sohn und zwei Töchtern. Neben seiner Muttersprache beherrscht er Englisch und Russisch. Zu seinen Hobbys zählen Jagen und Wandern.

## Auszeichnungen
Martin Herem ist Träger folgender staatlicher Auszeichnungen:
|  | II. Klasse des Ordens des Adlerkreuzes (2018)     |
|  | Kommandeur der Ehrenlegion (2021)                 |
|  | II. Klasse des Verdienstordens der Ukraine (2022) |
|  | Großkreuz des Westhard-Ordens (2023)              |
|  | I. Klasse des Ordens des Adlerkreuzes (2024)      |